# Петко Дабески
Петко Дабески (на македонска литературна норма: Петко Дабески) е северномакедонски поет.

## Биография
Петко Дабески е роден на 15 октомври 1939 година във Вълковия, тогава в Кралство Югославия, днес в Северна Македония. В 1963 година завършва елетроинженерство в Белградския университет и работи като електроинженер.
От април 1986 до февруари 1991 година е председател на събранието на община Тетово.
От 1955 година започва да публикува. В 1987 година за книгата „Четвърта координата“ (Четврта координата) печели наградата „Братя Миладиновци“. В 2004 година печели същата награда за книгата „Сноп параболи“.